# Playing with Pop
Playing With Pop – drugi album polskiego zespołu muzycznego Afromental wydany 9 marca 2009. Wydawnictwo dwupłytowe, pierwsza płyta zawiera piosenki z pierwszego albumu (The Breakthru), druga zawiera materiał premierowy.
W lutym 2010 roku wydawnictwo uzyskało nominację do nagrody polskiego przemysłu fonograficznego Fryderyka w kategorii: album roku hip-hop/R&B. Płyta uzyskała w Polsce status złotej sprzedając się w nakładzie 15 tys. egzemplarzy.
Nagrania dotarły do 19. miejsca zestawienia OLiS.

## Lista utworów
| 1. | „Brand New Day”                                | 4:41  |
|    |                                                |       |
| 2. | „Flowers”                                      | 3:14  |
|    |                                                |       |
| 3. | „We Want It”                                   | 3:53  |
|    |                                                |       |
| 4. | „Próba”                                        | 5:16  |
|    |                                                |       |
| 5. | „Dirty Track skit” (gościnnie: Tomasz Karolak) | 1:04  |
|    |                                                |       |
| 6. | „Radio Song”                                   | 3:51  |
|    |                                                |       |
| 7. | „Pray 4 Love”                                  | 3:01  |
|    |                                                |       |
| 8. | „Hit the Dance Floor”                          | 3:58  |
|    |                                                |       |
| 9. | „Fight for Your Life”                          | 2:44  |
|    |                                                |       |
|    |                                                | 31:42 |
|    |                                                |       |